# Georges Catoire
Georges Catoire či Georgy Catoire nebo Georgij Lvovič Katuar (rusky Гео́ргий Льво́вич Катуа́р; 27. dubna 1861 Moskva – 21. května 1926 tamtéž) byl ruský hudební skladatel francouzského původu.

## Život
Narodil se 27. dubna 1861 v rodině francouzských přistěhovalců, trvale usídlených v Rusku. V roce 1884 vystudoval matematiku na Moskevské univerzitě s vynikajícím prospěchem. Poté nějaký čas pracoval v otcově obchodní společnosti, ale záhy se stále více věnoval hudbě. Hru na klavír a základy harmonie studoval nejprve u V. I. Willborga, žáka německého skladatele Karla Klindwortha. Pod jeho vedením zkomponoval klavírní sonátu, několik menších skladeb a transkripcí. Z nich nejznámější se stala transkripce Čajkovského Introdukce a fugy z První orchestrální suity. Čajkovský po vyslechnutí Catoirových klavírních variací mladšímu umělci řekl: „ byl by velký hřích, kdybyste se nevěnoval komponování“.
Aby Catoire prohloubil své znalosti, odebral se roku 1885 do Berlína studovat přímo u Karla Klindwortha. Ten ho také seznámil s tvorbou svého přítele Richarda Wagnera. Catoire se pak stal jedním z mála ruských wagneriánů. Od roku 1879 byl členem Společnosti Richarda Wagnera. Vedle toho studoval hudební teorii a kompozici u Otto Tirsche a později u Philipa Rufera.
Po návratu do Ruska 1887 debutoval Catoire jako koncertní klavírista. Na Čajkovského doporučení pak pokračoval ve studiu u Anatolije Konstantinoviče Ljadova a Nikolaje Rimského-Korsakova. Jeho rodina a blízcí však neschvalovali, že se místo matematice věnuje umění Roztržka vyvrcholila tím, že se Catoire roku 1899 stáhl na dva roky na venkov a téměř přestal komponovat.
Roku 1919 se Catoire stal profesorem skladby na Moskevské konzervatoři. Během té doby napsal několik prací o hudební teorii a kompozici.
Catoirovy skladby se dnes hrají poměrně málo, existuje však několik nahrávek od předních interpretů jako jsou Marc-André Hamelin a David Oistrach. Catoirova hudba klade vysoké nároky na virtuozitu, ale i na cit pro barvu nástroje. Synovcem Georgese Catoira byl hudební skladatel Jean Catoire.

## Dílo

### Klavírní skladby
- 3 Morceaux op. 2
- Caprice op.3
- 6 Morceaux op. 6
- Vision, Etude op. 8
- 5 Morceaux op. 10
- 4 Morceaux op. 12
- 4 Preludes op. 17
- Klavírní koncert (1909) op. 21
- Chants du crépuscule op. 24
- Preludium a fuga g-moll op. 25
- Valse op. 30
- 4 Morceaux op. 24
- Tempete op. 35
- Valse op. 36
- Koncertní transkripce - Johann Sebastian Bach: Passacaglia in C minor

### Vokální skladby
- 4 romance pro zpěv a klavír op. 1
- Rusalka, kantáta pro sóla, ženský sbor a orchestr op. 5 (1888)
- Písně op. 9
- 4 písně pro zpěv a klavír op. 11
- 3 básně pro ženský sbor a klavír op. 18
- 3 básně pro zpěv a klavír op. 19
- 6 písní op. 22
- Vokal'nye ansambli pro zpěv a klavír op. 27
- 7 písní op. 29 (1915)
- 6 básní de Balmonta op. 32 (1916)
- 6 básní Vladimíra Solovjeva pro zpěv a klavír op. 33 (1916)

### Komorní skladby
- Klavírní trio f-moll op. 14 (1900)
- Houslová sonáta č. 1 h-moll op. 15
- Smyčcový kvartet c-moll op. 16
- Houslová sonáta č. 2, "Poem" op. 20 (1906)
- Smyčcový kvartet fis-moll op. 23 (1909)
- Elegie pro housle a klavír op. 26
- Klavírní kvintet op. 28 (1914)
- Klavírní kvartet a-moll op. 31 (1916)

### Orchestrální skladby
- Symfonie c-moll op. 7
- Mcyri, symfonická báseň op. 13 (1899)